# Claude Ier Le Roux
Claude Ier Le Roux, seigneur de Tilly (1515) et du Bourgtheroulde (1532), vicomte d'Elbeuf (1507-1520), est un magistrat français, conseiller au parlement de Normandie (1520).

## Biographie
Fils de Guillaume II Le Roux et de Jeanne Jubert, il est le frère de Guillaume III, abbé commendataire d'Aumale et du Val-Richer.
Il obtient son baccalauréat en 1512 et sa licence ès loi avant 1520.
Il succède à son père comme conseiller au Parlement de Normandie grâce à l'appui du roi François Ier. Il se rend à Saint-Germain-en-Laye le 23 août 1520 et obtient des lettres du roi pour son introduction au Parlement. Il est reçu conseiller le 12 novembre suivant.
En 1520, son frère Guillaume casse un acte dressé en 1515 par leur père. En 1521, après arrangement, Guillaume regagne son droit d'aînesse et Claude gagne la propriété, mais non la jouissance, de la seigneurie de Bourgtheroulde, fief principal de la famille dont il peut porter le titre. Il doit attendre le décès de son frère aîné en 1532 pour en prendre pleine possession et jouissance.
Il meurt en 1537 et est inhumé auprès de sa première épouse à l'église Saint-Étienne-des-Tonneliers à Rouen, au financement des travaux de laquelle il avait participé.

## Le château de Tilly
Il procède le 6 septembre 1529 avec Claude de Lorraine, duc de Guise, à un échange de terres limitrophes de son fief de Tilly et accroît l'étendue du parc de deux hectares de bois. Il contracte le 13 septembre suivant une dette de 1 200 livres tournois auprès de son oncle maternel Guillaume III Jubert, conseiller au Parlement.
Seul le mur d'enceinte du château fort du XIe siècle est conservé. Le château de Tilly est un édifice de forme rectangulaire construit en briques, encadré de deux tours rondes sur la façade avant. Il s'inspire du château de Chambord pour sa couverture avec la mise en place de deux toits en pavillon symétriques séparés par une terrasse dominée par une haute tour terminée en belvédère abritant un escalier hélicoïdal, dit escalier à la « Rihour ». Les travaux sont terminés lors de la visite de François Ier le 4 avril 1535.

## Descendance
Il se marie en 1515 avec Jeanne de Challenge († 1530), dame de Cambremont et d'Infreville. Il se remarie avec Madeleine Payen.
De sa première femme, il aura quatre enfants :
- Claude II Le Roux († 1609), seigneur de Bourgtheroulde et d'Infreville, conseiller de la Cour des Comptes de Paris ;
- Robert Ier Le Roux († 1583), seigneur de Tilly, Becdal, Villettes, conseiller au Parlement de Normandie (branche des seigneurs de Tilly) ;
- Jean Le Roux ;
- Marie Le Roux, mariée avec Nicolas de Quiévremont, seigneur d'Heudreville.